# Apatura alcithoe
Apatura alcithoe är en fjärilsart som beskrevs av Cabeau 1919. Apatura alcithoe ingår i släktet Apatura och familjen praktfjärilar. Inga underarter finns listade i Catalogue of Life.